# Joseph Keiley

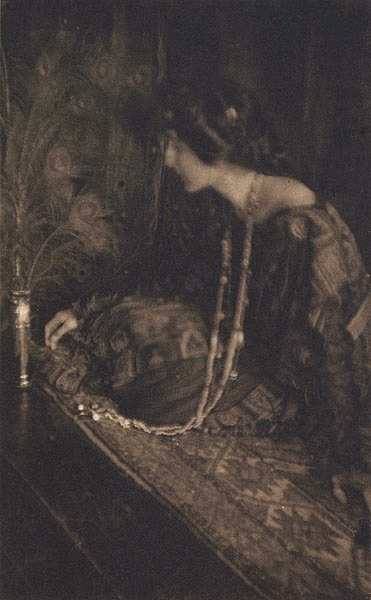
Joseph Keiley: Lenora, Camera Work č. 17, 1907, inspirace hrdinkou básně Havran Edgara Allana Poa

Joseph Turner Keiley (26. července 1869 – 21. ledna 1914) byl americký fotograf, spisovatel a výtvarný kritik. Byl blízkým spolupracovníkem fotografa Alfreda Stieglitze a byl jedním ze zakládajících členů spolku Fotosecese. Během svého života vystavoval své fotografie na více než dvou desítkách mezinárodních výstav a dosáhl mezinárodního uznání jak ve výtvarné fotografii, tak v literatuře.

## Životopis
Keiley se narodil v Marylandu jako nejstarší ze sedmi dětí narozených Johnu D. a Ellen Keileyvým. Rodina se brzy po jeho narození odstěhovala do Brooklynu v New Yorku, kde vyrůstal. O jeho dětství je toho známo velmi málo.
Do školy chodil v New Yorku, stal se advokátem a založil na Manhattanu právnickou firmu Keiley & Haviland. Začal fotografovat uprostřed 90. let 19. století a v New Yorku se setkával s kolegy například Gertrudou Käsebierovou, která se v té době zabývala fotografováním indiánů, kteří vystupovali v show Buffalo Billa Wild West. Keiley fotografoval podobné téma, v roce 1898 bylo devět jeho printů vystaveno na Philadelphském fotografickém salonu (Philadelphia Photographic Salon).
Jeden ze zasedajících v porotě Salonu byl Alfred Stieglitz, který později napsal pozitivní recenzi Keileyho díla.
Vzhledem k úspěchu ve Philadelphii se příští rok Keiley stal čtvrtým Američanem zvoleným do spolku Linked Ring, který byl ve své době nejvíce prominentní fotografickou společností ve světě propagující piktorialismus.
V roce 1900 nastoupil do newyorského Camera Clubu a měl samostatnou výstavu v klubové galerii. V té době Stieglitz působil jako viceprezident klubu a redaktor klubového časopisu Camera Notes a Keiley se brzy stal jeho nejbližším spojencem. Stieglitz jej požádal, zda by se nestal redaktorem časopisu, a během několika příštích let Keiley byl jedním z jeho nejplodnějších spisovatelů, přispíval články o estetice, recenzemi výstav a technickými články. Několik vlastních fotografií také v časopise publikoval.
Během spolupráce se Stieglitzem začali experimentovat s novými technikami glycerinové vývojky platinotisků a spolu napsali na toto téma článek, který byl později zveřejněn v magazínu Camera Notes.
V roce 1902 Stieglitz přibral Keileyho za jednoho ze zakládajících členů spolku Fotosecese a jeho patnáct grafických listů (o jeden více než měl Edward Steichen) bylo vystaveno na zahajovací výstavě Fotosecese v klubu National Arts.
Když v roce 1903 Stieglitz zakládal Camera Work požádal Keileyho aby pracoval jako redaktor a dalších jedenáct let byl Stieglitzova druhá ruka v organizování nejmenších detailů při vydávání časopisu. Přispěl desítkami esejí, recenzí a technických článků, doporučoval Stieglitzovi nadějné fotografy z Evropy.
Keiley publikoval sedm gravur (hlubotisků) v Camera Work, jednu v roce 1903 a šest v roce 1907.
V pozdější části života cestoval po Evropě a Mexiku.
Keiley zemřel v roce 1914 na ledvinový kolaps. Stieglitz napsal dlouhou chvalořeč na svého přítele v Camera Work a Keileyho jméno se objevovalo v tiráži časopisu až do konce publikování roku 1917.

## Galerie

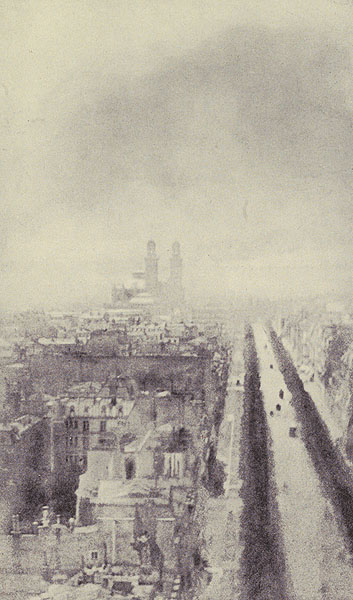
A Bit of Paris, Camera Work XVII, 1907, 20 x 12.1 cm, Halftone
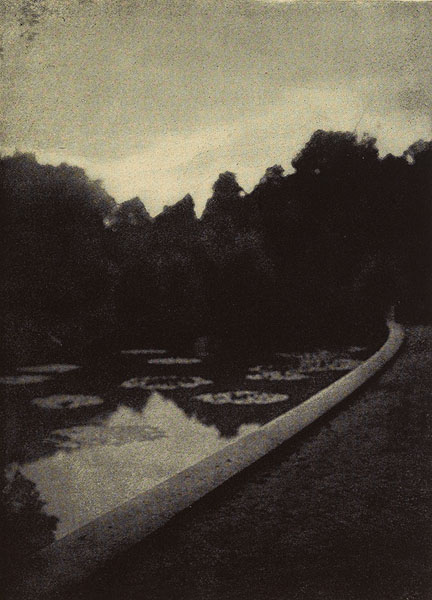
A Garden of Dreams, Camera Work XVII, 1907, 11.4 x 18.6 cm Halftone
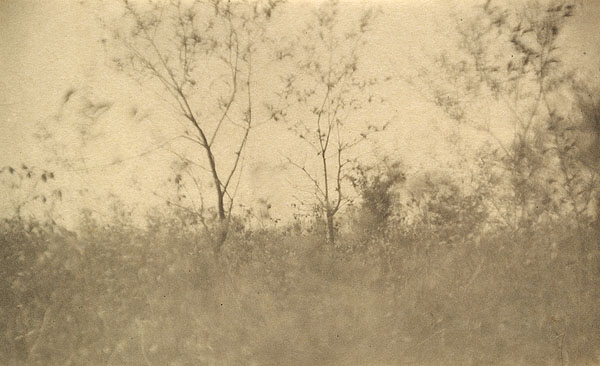
Jaro, Camera Work XVII, 1907, 11.4 x 1.6 cm fotogravura
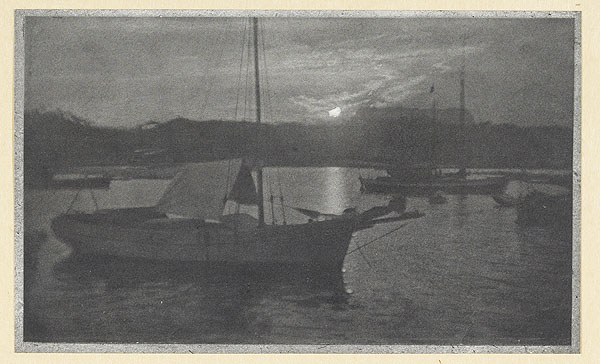
The Last Hour, Camera Work III, 1903, 11.1 x 18.6 cm Halftone
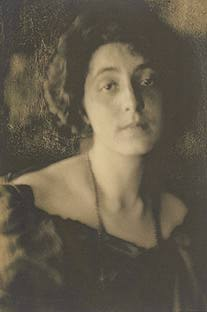
Mercedes de Cordoba, 1902, platinotisk 16,5×11,5 cm, American Art Museum, Smithsonian Institution
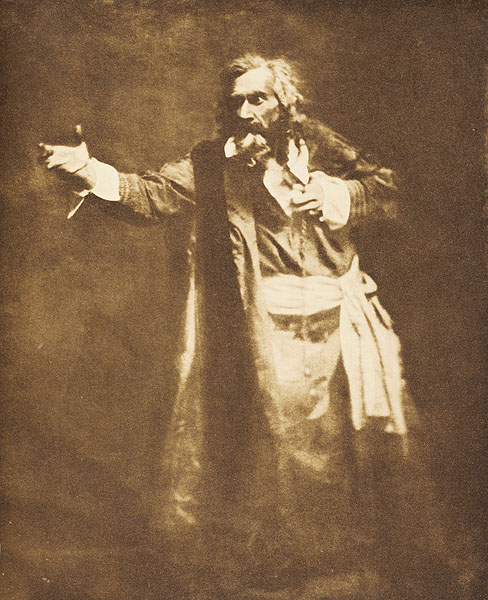
Shylock - a Study, Camera Notes Vol. 5 No. 1, 1901, 14.4 x 18 cm fotogravura
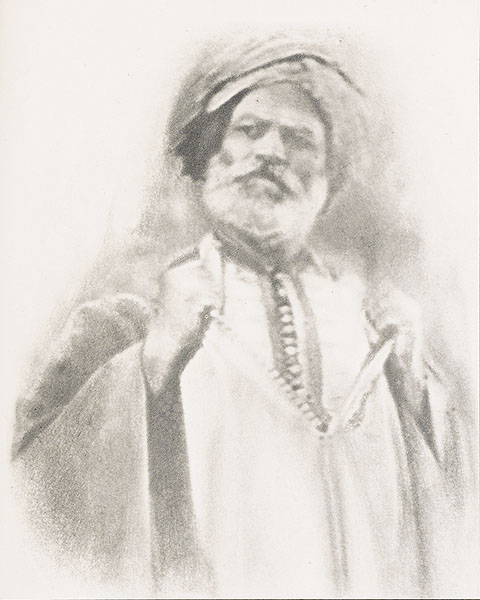
Arabian Nobleman, Camera Notes Vol. 3 No. 2, 1899, fotogravura
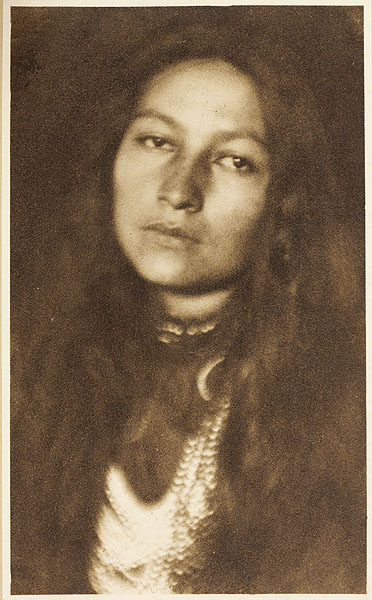
Zitkala-Sa, Camera Notes Vol. 5 No. 1, 1901, 9.5 x 16 cm fotogravura
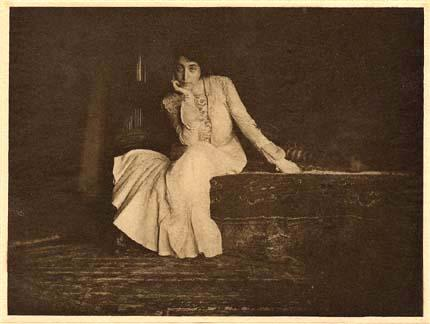
Miss de C, Camera Work č. 17, 1907, 4 3/4 x 6 1/4, Klotz / Sirmon Gallery